# ダライ・ラマ5世
ダライ・ラマ5世（1617年 - 1682年）は、第5代のダライ・ラマで、法名をロサン・ギャツォ (Lozang Gyatso) という。ダライ・ラマ5世は1645年にポタラ宮の建設を始めた。ポタラ宮は50年余りを費やしてダライ・ラマ5世没後の1695年に完成した。現在のポタラ宮には観世音菩薩の化身としてダライ・ラマ5世が祀られている。
ダライ・ラマ5世は1642年に権力を掌握してから40年にわたってチベットの行政と宗教を支え、「偉大なる5世（ガパ・チェンポ）」と呼ばれた。

## 背景

### 関連人物・組織
- チベット
  - ゲルク派 / チベットの一宗派。首座はガンデン・ティパと呼ばれる。ダライ・ラマ、パンチェン・ラマなどの名跡もゲルク派に属する。ダライ・ラマ3世の時にモンゴルの支援を取り付けて力を付ける。1642年、ダライ・ラマ5世の時にチベットの政権を掌握。
  - サキャ派政権 / サキャ派はチベットの一宗派。本拠地はシガツェ。1260年に元のクビライがサキャ派の長を宗教指導者に指名したことから、チベットの政権を掌握。元が明に敗れると、政権としての力を失う。宗派としては現代まで継続。
  - カギュ派 / チベットの一宗派。多くの支派がある。
    - パクモドゥ派政権 / パクモドゥ派はラン氏を主体としたカギュ派の支派。本拠地はネドン。サキャ派がモンゴル帝国の庇護を失ってから、チベットの政権を掌握。後に外戚であったリンプン氏に乗っ取られ、リンプン氏がパクモドゥ派僧正位を空位にしたことからパクモドゥ派本流は宗派としては滅ぶ。政治派閥としてはしばらく継続。支派のいくつかが現代まで継続。
    - カルマ派 / カルマ派はカギュ派の支派。総本山はツルプ寺。リンプン派政権、ツァン派政権の支援を受けたため宗派として栄えたが、ツァン派政権と対立したゲルク派と対立。ゲルク派のダライ・ラマ5世が政権を取ると東チベットに逃走するが、30年後に中央チベットに戻って和解。

  - リンプン派政権 / 貴族のリンプン氏がパクモドゥ派政権を乗っ取り、成立。本拠地はシガツェ。ただしチベット全土を支配する力はなく、チベットは内乱状態となる。支援宗派はカルマ派。
  - ツァン派政権 / リンプン氏の重臣が内乱の末にシガツェを中心に作った王国。チベットの政権をある程度掌握。支援宗派はカルマ派。ダライ・ラマ5世を支援した遊牧民族オイラトのグーシ・ハーンに滅ぼされる。
- モンゴル高原 モンゴル帝国が滅びた後もしばらくはモンゴル民族の力が強かった。後にオイラトなどの別民族も力を付ける。
  - モンゴル帝国 / チンギス・カンが始め、子孫が発展させた帝国。元朝の頃、チベットのサキャ派政権を事実上支配下に置く。元が明に敗れて本拠地を北部に移し、北元となってからはチベットに対する影響が衰える。
  - ダヤン・ハーン / チンギス・カンの末裔を称するモンゴルの中興の祖。1464年生まれ。
    - トゥメト / ダヤン・ハーンの子孫の一系統。ダヤン・ハーンの孫アルタン・ハーンがダライ・ラマ3世を支援。アルタン・ハーンの孫がダライ・ラマ4世となる。ダライ・ラマ4世が死ぬと、チベットでの力を失う。（現在は主に中国の内モンゴル自治区に住む。）
    - 七旗ハルハ / ダヤン・ハーンの子孫の一系統。チョクトゥ・ハン（英語版）の時、ツァン王テンキョン・ワンポと同盟。間もなく内紛が生じ、さらにオイラトのグーシ・ハーンに敗れて力を失う。（現在は主にモンゴル国に住む。）

  - オイラト / モンゴル族の西に居住していた遊牧民。チンギス・カンの時代にモンゴルの支配下となる。モンゴル帝国崩壊後、力を増す。（現在はロシア連邦のカルムイク共和国、モンゴル国などに住む。）
    - ホシュート / オイラトの有力部族の一つ。グーシ・ハーンの時に、モンゴル七旗ハルハのチョクトゥ・ハンを破ってモンゴル高原の覇者となる。ダライ・ラマ5世に協力してチベットも制圧。グーシ・ハーンの死後は分裂。ダライ・ラマ5世の死後、ホシュートの一派がダライ・ラマ6世を廃位することになる。

### 生誕当時の状況
モンゴル帝国の崩壊後、モンゴル帝国の庇護を受けていたチベットのサキャ派政権は間もなく崩壊し、チベットの各宗派はそれぞれ独自にモンゴル高原の諸勢力の庇護を受けるなどして、権力争いが続いた。1358年にパクモドゥ派政権、1433年にリンプン派政権、1565年にツァン派政権へと支配者が代わっていったが、どの政権も支配力はサキャ派政権ほどにはなく、チベットは分裂状態にあった。
後にダライ・ラマを生み出すゲルク派は、当初はパクモドゥ派政権の支援を受けていたが、パクモドゥ派がリンプン派に押されて勢力を弱めると、逆にゲルク派がパクモドゥ派を保護する格好となっていた。
ツァン派政権ができる少し前の1556年、モンゴルはチベットを攻撃してゲルク派の僧侶を捕虜とした。モンゴルの長アルタン・ハーンはゲルク派の教えに惹かれ、1577年にゲルク派デプン寺の座主スーナム・ギャツォを招き、ゲルク派に帰依した。そして、スーナム・ギャツォにダライ・ラマ（知恵の海）の称号を与えた:104。なお、スーナム・ギャツォはダライ・ラマの称号を得る前から高僧のトゥルクと見なされていたので、その転生前の人物が1世と2世とされ、スーナム・ギャツォはダライ・ラマ3世となった。この時点でダライ・ラマはゲルク派の活仏の一人にすぎず、まだゲルク派の代表格にはなっていない。
アルタン・ハーンの死後もモンゴルはゲルク派を信仰した。1588年にダライ・ラマ3世が死ぬと、アルタン・ハーンの一族は間もなく生まれたアルタン・ハーンの孫がその生まれ変わりだと主張し、その子が1601年にデプン寺でダライ・ラマ4世として即位した。ところがゲルク派は、対立宗派カルマ派を支援するツァン派政権の王テンスンワンボと対立し1605年に敗北したことから、勢力が非常に弱まった。1617年にダライ・ラマ4世が死去するとゲルク派はさらに弱まり、翌年にはツァン王プンツォク・ナムギェルに要所のラサとデプン寺、セラ寺を奪われた:130。なお、ツァン王がゲルク派を攻撃したのは、ゲルク派が外国勢力であるモンゴルをチベットに入れようとすることに対する危機感からとも言われている:257。

## 生涯

### 誕生と認定
ダライ・ラマ5世が生まれたのはダライ・ラマ4世が死去した1617年、チベット暦の9月23日である:367。生誕地はラサから南東に100キロメートルほどのヤルルン渓谷にあるチョンギェーで、この地には古代チベット王国（吐蕃）の墓所があった。また、彼は高位の貴族、ルカン族の長の家の生まれであり:367、母はツァン王とのつながりがあった:374。その宗派は攻撃色が薄いニンマ派であった。また、パクモドゥ派に縁故がいた。

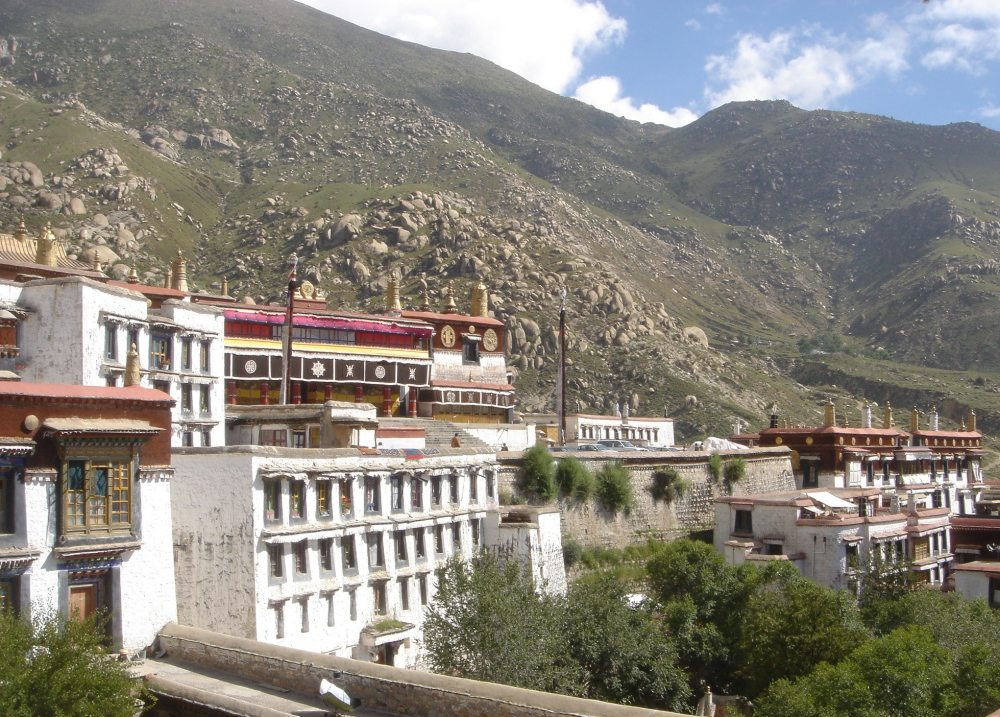
デプン寺

デプン寺は神託に基づき、ダライ・ラマがチョンギェーに転生したと考え:370、1619年、このルカン族の子をダライ・ラマ5世の候補者の一人と見なした。一方1620年、ゲルク派を支援するモンゴルがラサに軍を進め、ツァン王の軍と対峙した。結局、ロサン・チェーキ・ギェンツェン（後のパンチェン・ラマ4世、以後本記事では称号を得る前も含めてパンチェン・ラマ4世と記す）とガンデン・ティパのツルティム・チュンペルの仲介により、モンゴル兵の撤退と引き換えに、ツァン王プンツォク・ナムギェルがゲルク派に土地を返却することで決着した:131。
土地を取り戻したゲルク派は、ダライ・ラマの転生者探しを再開した。候補は3人であったが、パンチェン・ラマ4世ともう一人の僧が占いにより、このルカン族の長の子に決定した。なお、ダライ・ラマ選定テストの一つとして、転生前のダライ・ラマの遺品を当てさせる、という方法がある。ダライ・ラマ5世は後に自著の中で、自分がこのテストで何一つ当てられず、選ばれたのは母がツァン王に関係していたという政治的な理由であったと教えられたとのエピソードを披露している:374。
1621年のツァン王プンツォク・ナムギェルの死後、世間にダライ・ラマ5世の転生が発表された。なお、これまでダライ・ラマの選定の際にはゲルク派からツァン王に多額の税を払うのが慣例であったが、ゲルク派はダライ・ラマ5世の際にはこれを拒否した:374。ダライ・ラマ5世は1622年のチベット暦2月25日に即位し、3月18日にパンチェン・ラマ4世による剃髪をもって出家した。この際、パンチェン・ラマから「ロサン・ギャツォ」の名を貰っている。以後は修行と御披露目のためにチベット各地を回り、奇跡や人物像に関するいくつもの逸話を残した:377。

### チベット統一
ツァン王の後を継いだテンキョン・ワンポは、数えでわずか17歳であった。ツァン王はモンゴルの七旗ハルハに属するチョクトゥ・ハンと同盟し、勢力の挽回を図ろうとした。
しかし若いツァン王テンキョン・ワンポは人気がなく、妥協できない性格でもあったため、ツァン派政権とゲルク派の対立は深まった。モンゴル高原の部族の多くはゲルク派に味方した。まず1635年、チョクトゥ・ハンの息子アルスランが軍を率いてチベットに来たが、彼は父の意向に沿わずゲルク派の味方をした（そのためアルスランは翌1636年に父チョクトゥ・ハンに暗殺された）。この頃、モンゴルとは別の民族オイラトが力をつけており、その一部族ホシュートのトゥルバイフは1637年、チョクトゥ族の内紛を機に青海のチョクトゥ軍3万を破り、ツァン王は軍事的に窮地に立った。翌1638年、トゥルバイフはダライ・ラマと会い、正式にゲルク派の味方となった。なお、当時のダライ・ラマ5世はまだ若く、政治力を発揮したのは側近のソナム・ラプテン（ソナム・チュンペル）であった:88。

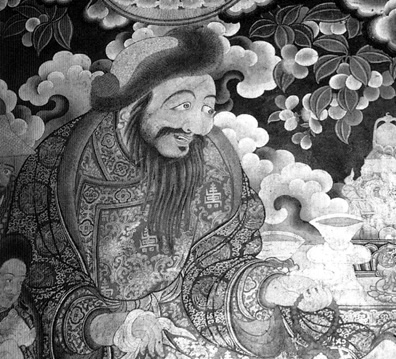
モンゴル高原のトゥルバイフ、後のグーシ・ハーンはダライ・ラマを軍事的に支援した。

軍事的に窮地に立ったツァン王テンキョン・ワンポは、ボン教徒であった:84ベリの王、トンユ（Don yod）と同盟した。ベリ王はゲルク派の拠点リタンを攻撃し、チベット東部の多くを支配するようになった:133。これがかえってオイラトに口実を与えることになり、トゥルバイフは軍を動かし、まずベリ王国を制圧、さらに西に軍を進めてツァンの首都シガツェも落とし、1642年にツァン王テンキョン・ワンポを捕らえて処刑した。ツァン王が保護していたカルマ派の教主カルマパ6世は東部に逃亡した:134。
1642年（ダライ・ラマ5世が25歳の頃）、トゥルバイフはツァン王国の旧首都シガツェにダライ・ラマ5世を呼び、そこにチベット中の僧侶を集めて、ダライ・ラマ5世にチベットでの権威を与えた:135。一方、トゥルバイフはダライ・ラマによりハーンの位を授かり、以後グーシ・ハーンと称した。それまでモンゴル高原でハーンを名乗れるのはほぼチンギス・ハーンの末裔だけであったが（チンギス統原理）、モンゴルの信奉が厚いダライ・ラマの権威により、モンゴル民族以外に対するこの例外的なハーンの称号がモンゴル高原諸勢力の間で認められた。ダライ・ラマ5世はこの授位を利用してオイラトを自分の勢力に引き入れることに成功した:195。これにより、チベットの政権はツァン派政権からダライ・ラマ5世とオイラトへと移った。
なお、モンゴル高原の勢力すべてが必ずしもダライ・ラマ5世を支援したわけではない。特にチンギス・ハーンの直系を自称する七旗ハルハのトシェート・ハーン・ゴンボドルジや、ウバシ・ホンタイジ（ホンタイジは皇太子の音訳、この時代にはホンタイジという名の人が多いので注意）の子パドマ・エルデニ・ホンタイジらは、ゲルク派と直接対立したわけではないが、ゴンボドルジの息子がチョナン派の活仏と認定されたり、パドマがカルマ派の反乱に際してカルマ派と手紙を交換していたりと、必ずしもゲルク派やグーシ・ハーンに協力的とは言えなかった。

### 支配体制の確立

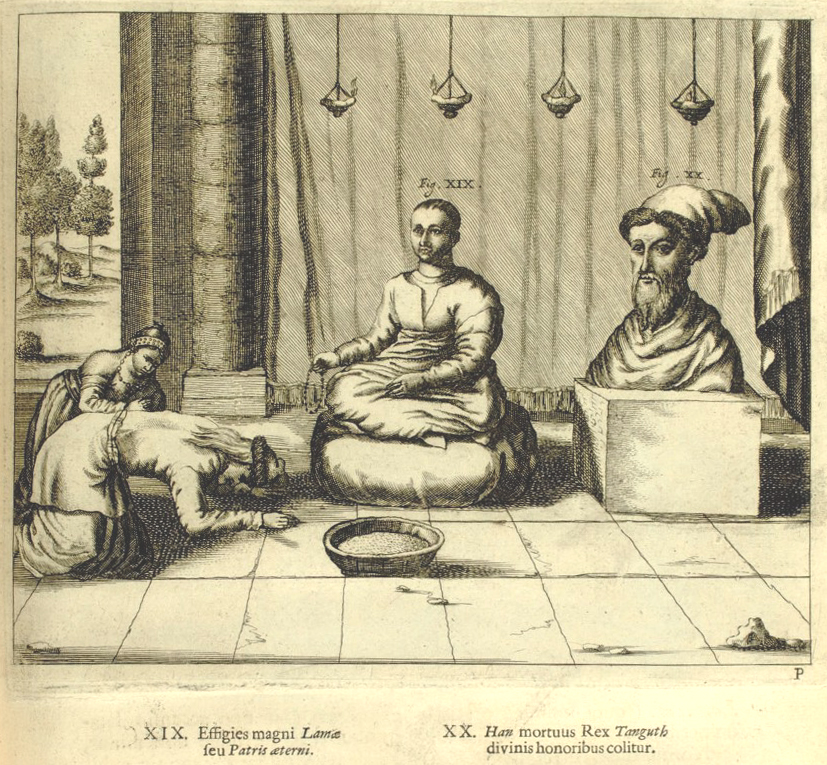
ダライ・ラマ5世（座禅を組む男）とグーシ・ハーンと思われる男の胸像。1667年にオランダで出版された本の挿絵。

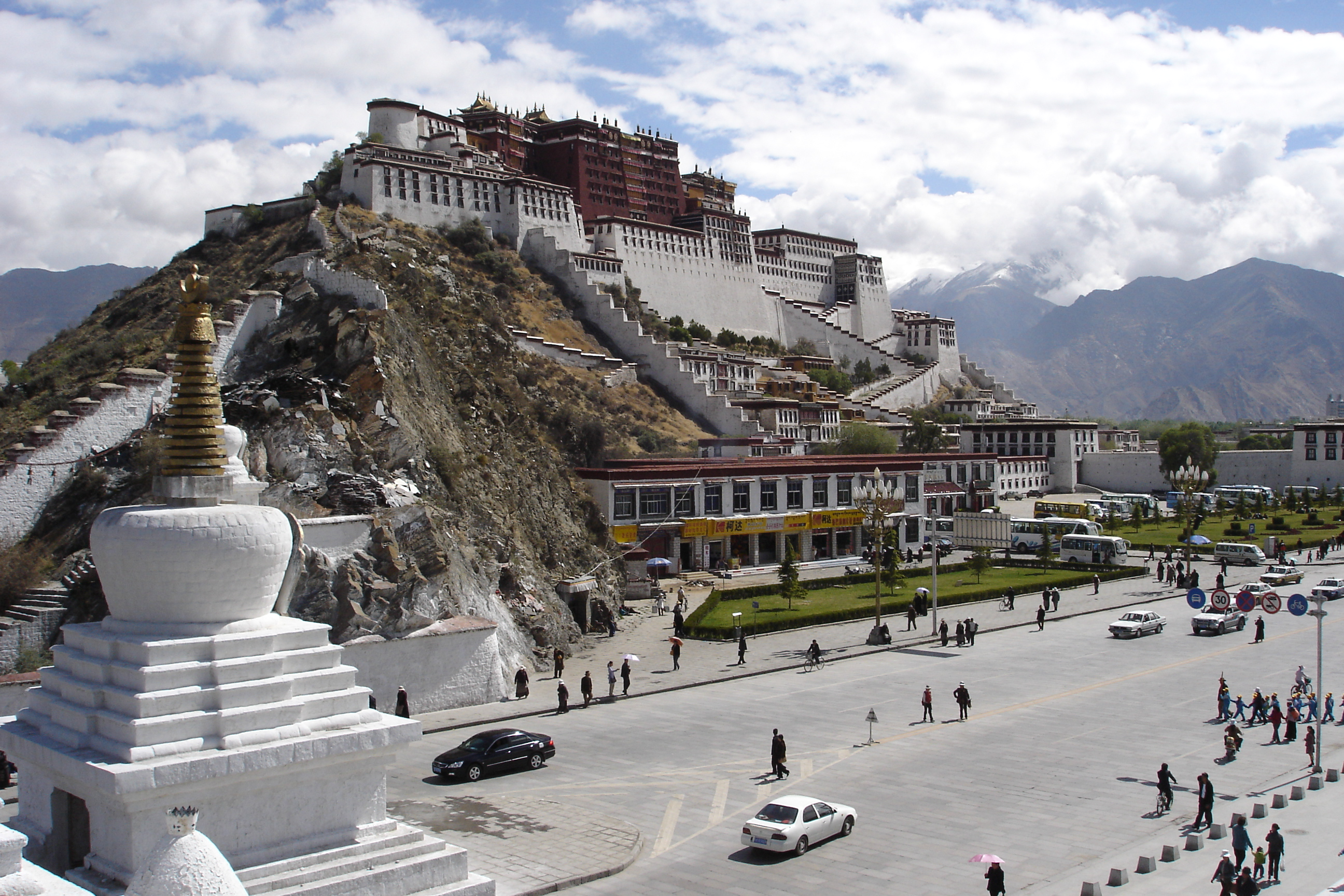
今日のポタラ宮。ダライ・ラマ5世が建設を始め、ダライ・ラマ5世の死後完成された。

チベットでゲルク派が勝利してすぐにダライ・ラマ5世が大きな権力を握ったわけではない。軍権は当然グーシ・ハーンが握っていたし、グーシ・ハーンはダライ・ラマ5世の側近ソナム・ラプテンを摂政（デシ、sde srid）に格上げした:136ので、以後10年ほどは両者の意向も重要であった。
ダライ・ラマ5世は、ゲルク派の拠点の一つデプン寺があるラサをチベットの首都と定めた。以後のダライ・ラマ政府はガンデンポタン（ガンデン宮、兜率宮の意、もとデプン寺にあったダライ・ラマの座処の名称）と呼ばれることが多い。1645年にデプン寺のやや東にポタラ宮の建設を命じ、1649年にそこに移った:136。ポタラ宮建設地はかつてのチベット帝国（吐蕃）の王ソンツェン・ガンポの宮殿があったとされる場所であり、ポタラとは観音菩薩の聖地補陀落の音訳である。ダライ・ラマ5世は自らをソンツェン・ガンポや観音菩薩になぞらえることで権力の維持を図ろうとした:84。
チベットの権力者となったダライ・ラマ5世には早速の試練があった。まず1645年から1650年にかけて交易と国境を巡ってネパールの攻撃を受け、以後はインドとの交易にネパールを経由すること、およびネパールの貨幣を使うことを約束させられた（ただし交易の決済には貨幣以外にも金や茶などが使われており、現代的な意味の通貨発行権が奪われたわけではない:137）。
また、ブータンはチベットから逃亡した一派が作った国ということもあり、チベットはたびたび攻撃の対象とした。ダライ・ラマ政権ができる前にツァン王も1629年、1634年、1639年と3度ブータンに侵攻し、ダライ・ラマ政権ができてからも1644年、1648年、1649年と侵攻して、いずれも撃退されている。
一方、ダライ・ラマ5世はゲルク派の勢力を伸ばす努力をした。まず師である同じゲルク派タシルンポ寺の大僧正にパンチェン・ラマの称号を送った（ただしこの大僧正は4世とされ、1世から3世までは昔の僧に追贈された）。次いでモンゴルの各地にゲルク派の僧を遣わし、彼らをゲルク派に改宗させた。先に述べたようにモンゴル七旗ハルハのトシェート・ハーン・ゴンボドルジの息子はチョナン派の高僧のトゥルクと見なされていたが、1551年にゲルク派に改宗し、弥勒菩薩の化身ジェプツンダンバ・ホトクトに認定され、ゲルク派の強力な味方となった:132。

### 清との国交

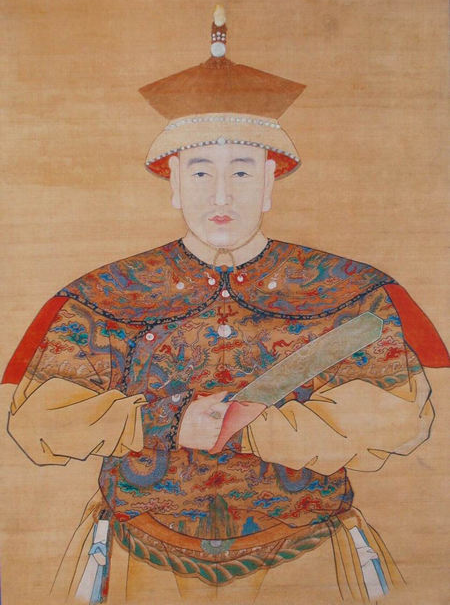
清の順治帝はダライ・ラマ5世に北京に来るよう迫った。

一方、遠く中国の歴史も動いていた。ダライ・ラマ5世が幼い頃、中国では明が政権を握っていたが、その北方ではヌルハチが率いる満洲民族が力を付けていた。満洲民族は西のモンゴル高原諸勢力を次々と従え、ホンタイジが1636年に清を建国、1637年には李氏朝鮮を従え、1644年には中国を従えた。この時の清の皇帝は順治帝であった。チベットもこの新興勢力に無関心であったわけではない。当時はまだダライ・ラマ政権が確立する前であり、1640年代、ダライ・ラマ5世を始めとするチベットの有力勢力が、清の支援を受けるべくそれぞれ使者を送っている:263。
満洲民族はシャマニズムと同時にチベット仏教を奉ずる民族であり、清王室の信仰としてもチベット仏教は大事であったが、清が従えているモンゴル高原諸勢力も深くチベット仏教を信じており、彼らの懐柔のためにもチベット仏教の管理は重要であった。そこで順治帝は何度もダライ・ラマ5世に首都北京に出てくるよう言い、1650年には清から贈り物を添えた代表団が派遣されている:391。しかしこの頃にはダライ・ラマ5世の権力はほぼ確立しており、清を無理に訪問する理由はなく、しばらくは断り続けた。1652年にようやくダライ・ラマ5世は北京を訪れた:140。このとき順治帝は、異民族への待遇としては異例なことに、自ら北京から数日の距離まで出向いてダライ・ラマ5世を迎えている。
この際、順治帝はダライ・ラマ5世に対して改めてダライ・ラマの称号を贈り、ダライ・ラマ5世は順治帝に文殊皇帝の称号を与えている。このとき、ダライ・ラマ5世が清朝皇帝に従属したか、それとも両者対等の対面であったのかは、現代でもよく議論にされる。当時の清朝側とチベット側の記録にすでに認識の食い違いが見られる:140。

### 権力の行使
清は自らをモンゴル高原諸勢力の宗主国と考えていたので、清とダライ・ラマ5世が直接の外交を持ったことは、モンゴル高原のチベットに対する立場を有名無実なものにした:262。しかもダライ・ラマ5世がチベットに帰国した後、ダライ・ラマ5世に影響力を持った人物が次々と他界した。1655年にオイラトの長グーシ・ハーンが、1656年にグーシ・ハーンが選んだチベットの摂政ソナム・ラプテンが:141、1656年にゲルク派の高僧タクパ・ギェンツェンが、1657年に師のパンチェン・ラマ4世が次々と死に、ダライ・ラマ5世は権力を振るいやすくなった。なお、タクパ・ギェンツェンは殺害されており、これをダライ・ラマ5世派の陰謀と考える人もいる:400。タクパ・ギェンツェンは死後にゲルク派全体でドルジェ・シュクデンとして広く信仰を集め保守強硬派の暗殺部隊の旗印となっていたが、1970年代にダライ・ラマ14世が禁止して以降、大きな内紛を呼んでいる。グーシ・ハーンの後を継いだ息子はチベットへの関心が薄く、実力も父ほどにはなかったので、チベットに自分の代理として摂政を立てたが、次第にモンゴル諸勢力の影響力は落ちていった。
1659年にツァンで、1670年にカムで反乱があったが、これらもすぐにダライ・ラマ側によって鎮圧された。

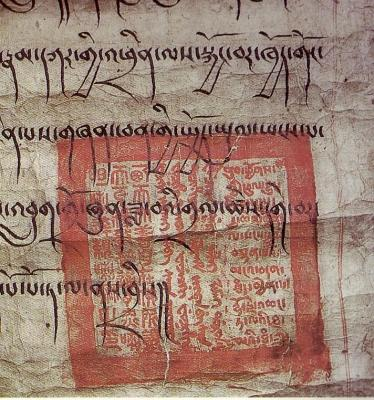
法律文書に押されたダライ・ラマ5世の印。左から漢文、満洲文字、チベット文字

グーシ・ハーンの孫ガルダンが1671年にジュンガルを制すると、ダライ・ラマ5世はガルダンにホンタイジの位を授け、さらにガルダンが1676年にオイラト全体の支配権を持つとハーンと認定した:197。
清の順治帝の時代に清軍を中国に引き入れた功で雲南で貴族となっていた漢人呉三桂は、1674年に次代の康熙帝と対立して戦争になった。ダライ・ラマ5世はその前から呉三桂と交流していたこともあり、清に呉三桂をとりなしたり、戦争中に呉三桂と手紙のやり取りをしていたことなどから、清と若干のわだかまりが生じている。
1679年、ダライ・ラマ5世はサンギェ・ギャツォ（当時数え27歳）を執政に任命した:402。同年、ラダックと4年にわたる戦争が始まっている。
1682年、ダライ・ラマ5世は60歳で死去。

### 死後
死亡時のダライ・ラマ5世の影響力が非常に高かったため、ダライ・ラマ5世は執政のサンギェ・ギャツォに対し、しばらくは自分の死を隠匿し、決めかねることは5世の守護尊マクソルマ神の前でタクディル占いで決めるように遺言した。戦争相手のラダックはこれに気付かず、1684年にチベットに降伏して属国になっている:147。それまで替え玉を用たり、禅定中を理由に面会を断るなど清・モンゴル諸勢力の目をごまかしてきたサンギェ・ギャツォは1696年になってようやくその死を発表し、翌1697年に自分が探してきた少年をダライ・ラマ6世として即位させたが、沙弥戒をパンチェン・ラマに返上してしまう事態が起こるなど、6世自身のやる気のなさもありモンゴル高原諸勢力や清の同意を得られず、サンギェ・ギャツォは1705年にオイラトホショートの軍に殺され、ダライ・ラマ6世は1706年に廃位された:150。

## ダライ・ラマ5世と他宗派

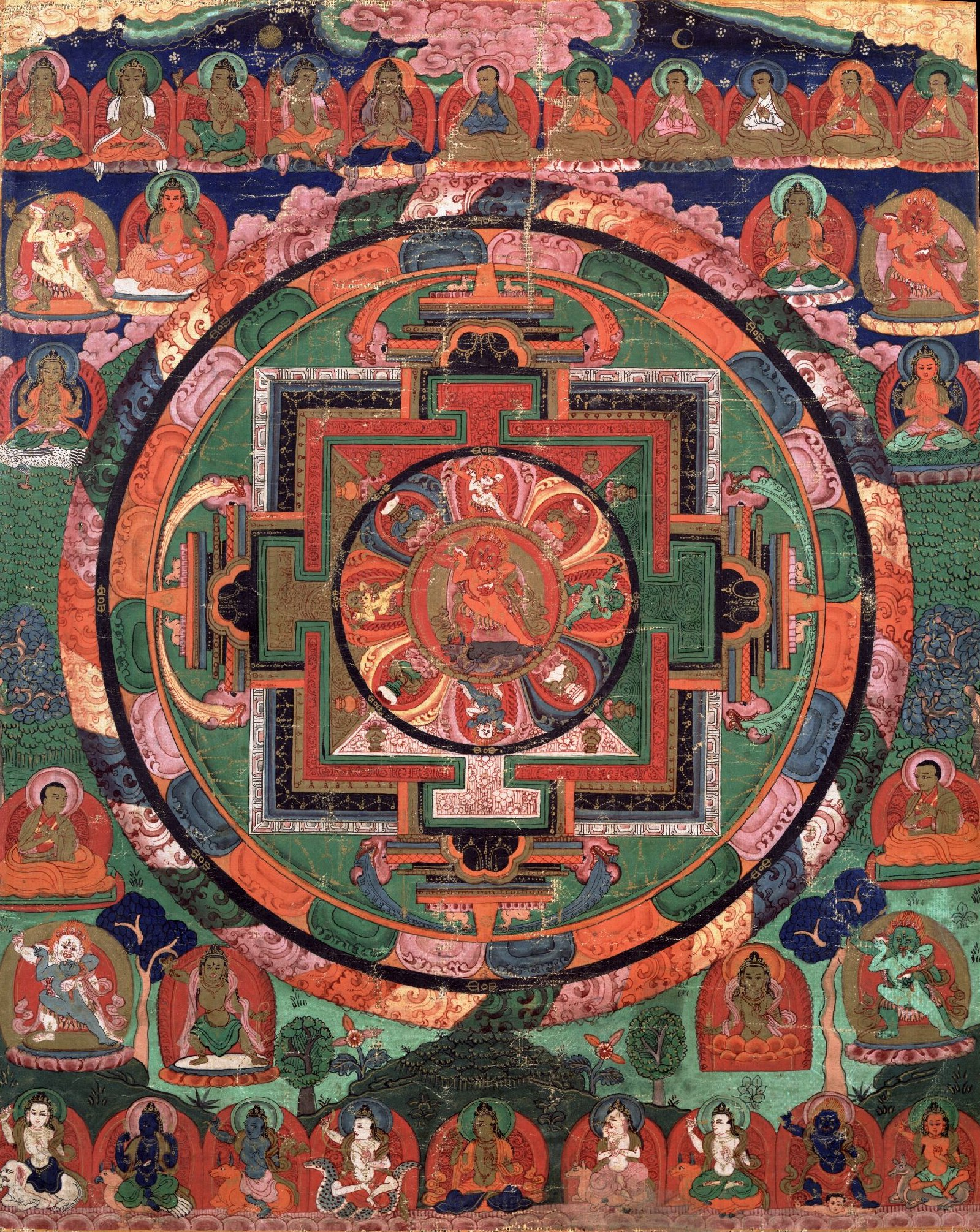
ダライ・ラマ5世はサキャ派のタンカ作りに資金援助をした。

ダライ・ラマの宗派はゲルク派であったが、ダライ・ラマ5世は他の宗派と必ずしも険悪であったわけではない。
政権獲得当初は、いくつかの有力な寺院をゲルク派に改宗させた。しかしゲルク派による支配体制が確立してからは、むしろ他の宗派の文化を守った。まず、最大の政敵であったカルマ派の寺院からはほとんどの財産を奪ったが、カルマ派が力をあらかた失ったことを確認した後は、寺院の再興を許した。また、実家の宗派でもあったニンマ派を厚く保護し、ゲルク派の守旧派からの不審を招くほどであった:260。それがシュクデン問題としてチベット近現代史に影を落としている。サキャ派も保護を受けた。サキャ派は時にゲルク派と教義上の論争をすることもあったが、ダライ・ラマ5世はそれを問題とせず、多くの寺院がダライ・ラマ5世の時代に復興している:261。1669年頃にはサキャ派のタンカ製作に資金援助を行っている:132。
ただし、全ての宗派に対して寛容であったわけではない。カギュ派の一派であるチョナン派は冷遇され、総本山を除いてすべてゲルク派の施設に変更された:261。

## 学問と宗教
ダライ・ラマ5世は研究熱心な人であり、学問の幅は広く、その師も数多い。
子供の頃の家庭教師はカチュパ・サンギェー・シェーラプで、ダライ・ラマ5世の転生テストにも関わった人物である:373。パンチェン・ラマ4世はダライ・ラマ4世の師でもあったが、ダライ・ラマ5世にも教えている。少年時代には般若学などの仏教の基礎を学んだ。
実家の宗派でもあるニンマ派については特に熱心で、17歳（数え年）の時にクントゥン・ベルジョル・ルンドゥプ（ダライ・ラマより56歳年長）から教えを受け、21歳の時にはスルチェン・チューイン・ランドゥルからいくつかの流儀を学んでいる:221。
また、チベット薬学も勉強し、医師の資格も取っている:380。

## ダライ・ラマ5世と文化
ダライ・ラマ5世は絵画にも興味を示した。彼は仏教美術に関しての知識に詳しく、審美眼も備えていたといわれる。美術史の熱心な研究者でもあった:221。
1645年から1651年にかけて、新しく作ったポタラ宮の壁画に関しても多くの案を出した。例えばダライ・ラマ1世の前世を表した絵は彼の提案である。この壁画作製の際にはウー・ツァン（中央チベット）各地から画家を招いた。その中には新メンリ画派のツァンパ・チューインギャムツォなどの大物も含まれていた。
1654年には、15世紀に成立した:101メンリ画派（sMan-ris）と16世紀始めに成立した:131キェンリ画派（mKhyen-ris）の画家68人に命じて、デプン寺改装の際の絵を作成させている。ダライ・ラマ5世は自叙伝で、メンリ画派は洗練された静寂表現、キェンリ画派は荒々しい表現に向いているとの感想を述べている:132。
ダライ・ラマ5世は15世紀頃の絵師チェウ（Bye'u）の絵を気に入っており、宮廷絵師にその作風をまねるよう命じたが、うまくいかず結果として17世紀当時のチベット絵画と旧様式の混じった新しい様式が生まれた:93。
当時のチベットでは学問も継承により師から弟子へと伝えられていた。ダライ・ラマ5世は記録好きな人で、自身が学んだ学問の系譜を書き残している。それによれば、彼は図像学は15世紀後半のメンラトゥントゥプを始祖とする8代目の継承者、仏像鑑定はデパ・ラサ・ゾンパ・パンチェンを始祖とする6代目の継承者、インド・中国仏像鑑定は同じくデパ・ラサ・ゾンパ・パンチェンを始祖とする5代目の継承者である:221。